# Bhadravati (Maharashtra)

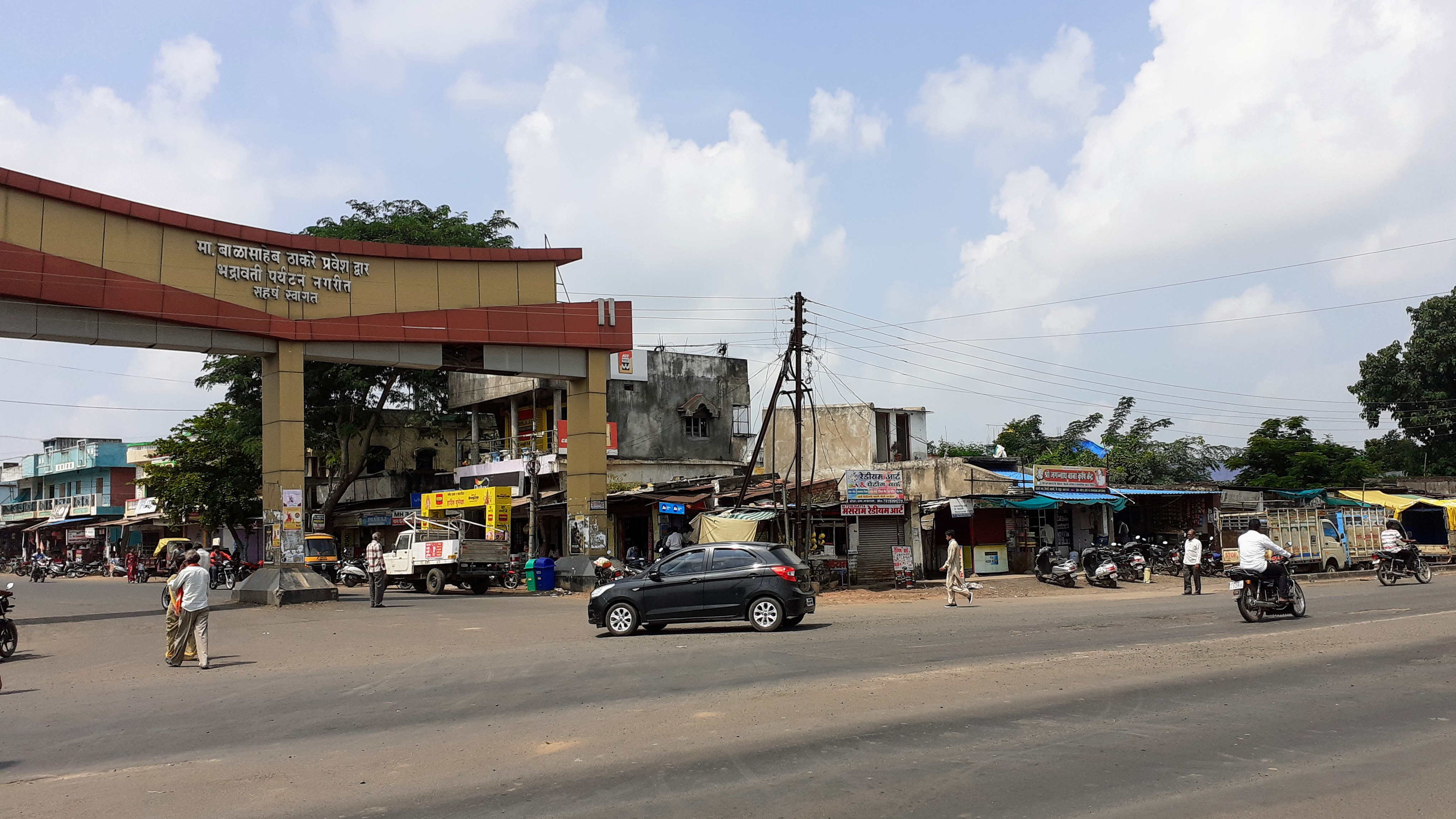
Hauptstraße in Bhadravati

Bhadravati ist eine Stadt im indischen Bundesstaat Maharashtra.
Die Stadt ist Teil des Distrikts Chandrapur. Bhadravati hat den Status eines Municipal Council. Die Stadt ist in 26 Wards gegliedert. Sie hatte am Stichtag der Volkszählung 2011 insgesamt 60.565 Einwohner, von denen 31.451 Männer und 29.114 Frauen waren. Hindus bilden mit einem Anteil von über 75 % die größte Gruppe der Bevölkerung in der Stadt gefolgt von Buddhisten mit über 18 %. Die Alphabetisierungsrate lag 2011 bei 89,26 % und damit deutlich über dem nationalen Durchschnitt.